# Conestee
Conestee er et kommunefrit område i Greenville County, South Carolina i USA. Hovedattraktionen i Conestee er den offentlige naturpark Lake Conestee Nature Park. I landsbyen ligger også Conestee Mill og McBee Methodist Church, der er noteret på National Register of Historic Places.